# Festrumpfschlauchboot

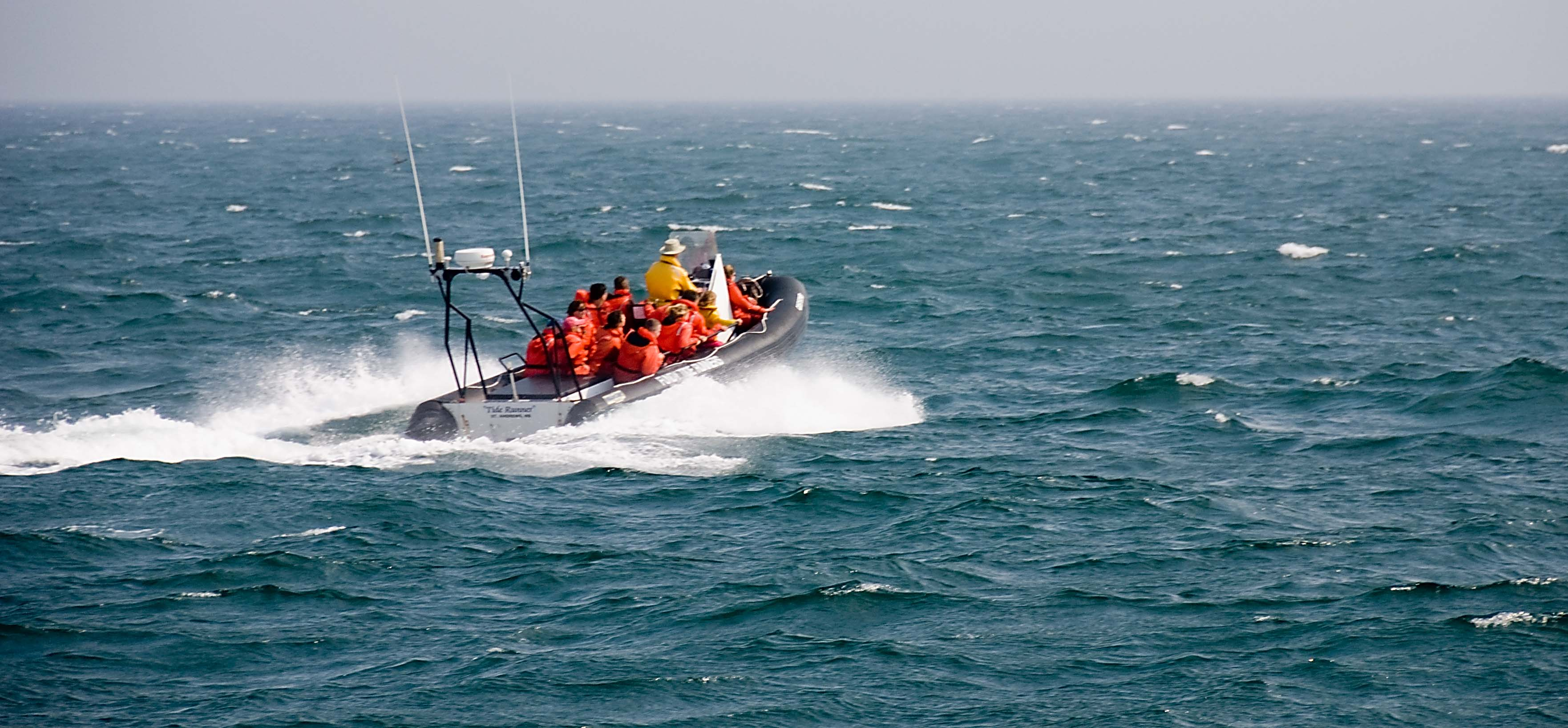
Festrumpfschlauchboot bei der Walbeobachtung

Ein Festrumpfschlauchboot (englisch RIB als Kurzform für Rigid Inflatable Boat oder RHIB für Rigid-Hulled Inflatable Boat) ist ein Schlauchboot mit einem festen Rumpf. Es verfügt über bessere Auftriebseigenschaften als gewöhnliche Schlauchboote und ist für Offshore-Anwendungen tauglich.

## Geschichte
Bereits im Zweiten Weltkrieg setzte die US-Marine Schlauchboote und Rettungsinseln in großem Maßstab als Rettungsmittel ein. Der französische Arzt und Abenteurer Alain Bombard kam auf die Idee, alle drei bis dahin bereits existierenden Konstruktionselemente aus dem Bereich des Bootsbaues, nämlich Schläuche in Bootsform, den festen Boden und den Außenbordmotor, zu einem Festrumpfschlauchboot zu verbinden. Dabei hatten Bombards erste experimentelle Fahrzeuge im Gegensatz zu den modernen Festrumpfbooten noch einen flachen Boden.
Bei dem ehemaligen französischen Flugzeughersteller Zodiac fand Bombard die Werkstätten und das Personal, mit denen eine Serienfertigung aufgenommen werden konnte. Dabei wurden zunächst noch normale Schlauchboote und erst später echte Festrumpfschlauchboote produziert.
Ab den 1970er Jahren griffen viele Werften das Thema RIB auf und beschäftigten sich mit Konstruktion und Bau von Festrumpfschlauchbooten. (z. B. ZAR Formenti 1973, BRIG 1991, Scanner Marine 1993, Tecnorib/Pirelli 2005, Technohull 2005)
RIBs sind heute weltweit bei Behörden, Militär, Umweltorganisationen, Fischern und privaten Nutzern im Einsatz.

## Konstruktion

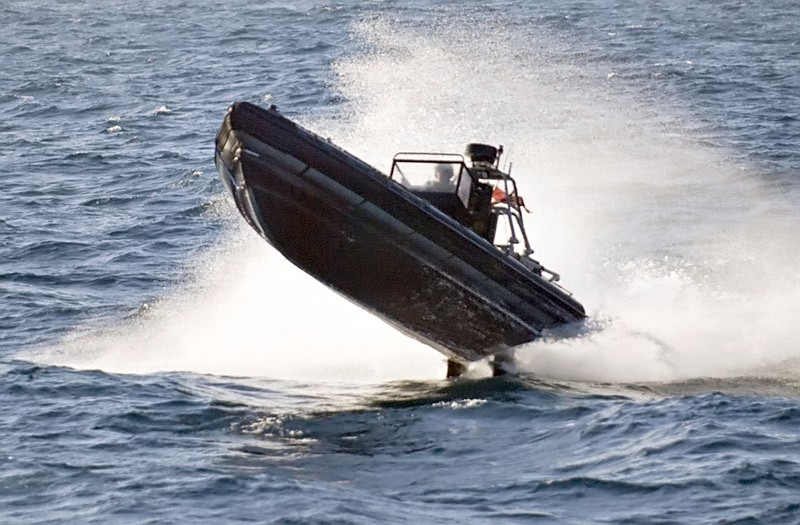
RIB der Königlichen Dänischen Marine

Teile des Rumpfs (Boden, Kiel und Heckspiegel) eines Festrumpfschlauchbootes sind in der Regel aus mit Glas- oder Aramidfasern verstärktem Kunststoff oder Aluminium gefertigt. Ein solches Boot ist wesentlich leichter als ein konventionelles Boot mit gleicher Tragfähigkeit. Wegen des Auftriebs der Luftschläuche ist es fast unsinkbar und kann auch in schwerer See gefahren werden, ohne dass es kentert.
Die Seitenwülste, eben die „Schläuche“, sind in mehrere Kammern unterteilt. So wird verhindert, dass bei Beschädigung gleich der gesamte Schlauch in sich zusammenfällt. Zur Lenkung eines sehr kleinen Bootes wird der Außenbordmotor an einem Griff (Fachjargon: Pinne) geschwenkt. Bei kleinen Booten kommt eine Mechanik mit Lenkseil oder Hydraulik zum Einsatz. Bei großen Booten werden Ruder verwendet.
Festrumpfschlauchboote sind bis zu 20 Meter lang. Einige der größeren Modelle werden auch mit einer Kabine und einem WC angeboten. Meist werden sie durch einen oder mehrere Außenbordmotoren angetrieben. Es gibt auch Schlauchboote mit Innenbordmotor und Z- oder Wasserstrahlantrieb. Sehr selten werden sie gerudert oder gesegelt.
Die meisten Boote können je nach Konstruktion und Motor 40 bis 70 km/h erreichen. In den letzten Jahren gab es zahlreiche Neuerungen in der Konstruktion des Rumpfs, welche die Geschwindigkeiten erhöhten und die Fahrstabilität weiter verbesserten. Die High Performance Schlauchboote der Marke Technohull erreichen sogar 100 km/h oder mehr.

## Haltbarkeit
Jedes Schlauchboot lässt mit der Zeit Luft. Auch durch Temperaturschwankungen erscheint der Schlauch unterschiedlich prall. Das erfordert regelmäßige Wartung und Pflege, deren Häufigkeit vom Ort und von der Art und Dauer der Nutzung abhängt.
Das Ende der Lebensdauer eines Festrumpfschlauchbootes ist dann erreicht, wenn die Abstände, in denen die Schläuche nachgefüllt werden müssen, signifikant kürzer werden und die nachzufüllende Luftmenge erheblich zunimmt. Bei einem hochwertigen Festrumpfschlauchboot mit einem Schlauch aus PVC Material ist nach 10 bis 15 Jahren der Zeitpunkt erreicht, an dem das Boot fast jeden Tag aufgefüllt werden muss. Die Zeitspanne ist jedoch stark abhängig von den Witterungsbedingungen, denen das RIB ausgesetzt ist, wie etwa der Sonneneinstrahlung oder der Überwinterung im Freien.
Die meisten Hersteller geben auf ihre Produkte eine Garantie von mehreren Jahren.

## Schlauchmaterial
Hochwertige Festrumpfschlauchboote sind ausschließlich aus mehrlagigem Schlauchmaterial gefertigt. Je nach Einsatzzweck und Ort besteht die äußerste Schicht aus CSM (Chlorsulfoniertes Polyethylen), Polyurethan oder PVC. Chlorsulfoniertes Polyethylen ist nicht gasdicht, weshalb eine oder mehrere der inneren Lagen aus Neopren gefertigt werden.
PVC
Schläuche aus mehreren Schichten Polyvinylchlorid (PVC) haben sich im Laufe der Jahre in den gemäßigten Klimazonen als Standard etabliert. Das PVC wird meistens durch eine innere Schicht aus reißfestem Gewebe verstärkt. In Gegenden, wo die Boote nicht das ganze Jahr starker Sonneneinstrahlung ausgesetzt sind und eher im Süßwasser verwendet werden, ist ein PVC-Schlauch in vielen Fällen ausreichend.
CSM-Neopren-Gemische
Mehrlagige Schläuche aus reinem, hochwertigem CSM und Neopren altern nur sehr langsam und sind sehr witterungsbeständig. Die Reparatur eines CSM-Neopren-Schlauchs ist bei kleinen Beschädigungen vergleichsweise einfach. Ein aus diesem Material gefertigtes Schlauchboot ist in der Regel teurer (etwa 15–25 % im Vergleich zu einem PVC-Modell), hält dafür aber mehrere Jahrzehnte. Im Wassersportbereich ist die Bezeichnung Hypalon für das CSM-Neopren-Material gebräuchlich. Dies ist allerdings nur ein Markenname der DuPont-Gruppe für ein CSM, welches nicht mehr hergestellt wird.
PU
Rohre aus Polyurethan (PU) sind schwierig herzustellen und werden daher nicht oft im Festrumpfschlauchboote-Bau verwendet. PU hat den Vorteil hoher Stabilität und eine höhere Abriebfestigkeit als CSM und PVC. Frühere PU-Rohre alterten wegen der UV-Empfindlichkeit recht schnell, aber neuere Typen sind in dieser Hinsicht wesentlich widerstandsfähiger und werden häufig bei kommerziellen RIBs verwendet. Hochwertige PU-Schläuche haben eine Lebensdauer von mehr als 20 Jahren.
Gefahren des mehrlagigen Gewebes
Verbindet man mehrere Lagen gleicher (PVC-PVC) oder unterschiedlicher (CSM-Neopren) Materialien miteinander, um entweder die Haltbarkeit (PVC) oder die Gasdichtigkeit (CSM-Neopren) des Schlauches signifikant zu erhöhen, müssten bei Krümmungen des Mehrlagenmaterials (im Verlauf der Produktion, Entleeren, Transport) die einzelnen Lagen unterschiedliche Längen einnehmen. Hierdurch werden die Verbindungen der Lagen zerstört. Deswegen sollte ein Schlauch nie geknickt werden. Lediglich die Varianten CSM-Neopren bleiben auch bei Trennung der Lagen gasdicht.
Ein Auswechseln von abgenutzten, undicht gewordenen Schläuchen ist machbar. Bei etablierten Herstellern ist dies oft durch einen Fachmann gut zu bewerkstelligen. Bei kleineren RIBs hingegen lohnt es sich in vielen Fällen wirtschaftlich nicht.

## Hersteller
Bekannte Hersteller von Festrumpfschlauchbooten sind u. a.:
- BRIG, Ukraine
- Cantieri Capelli, Italien
- Deutsche Schlauchboot (DSB), Deutschland und UK
- GRAND, Ukraine
- Goldfish, Norwegen
- MS Marine, Deutschland
- Scanner, Italien
- Technohull, Griechenland
- Wiking Schlauchbootwerft, Deutschland
- Zar Formenti, Italien
- Zodiac Marine & Pool, Frankreich

## Anwender

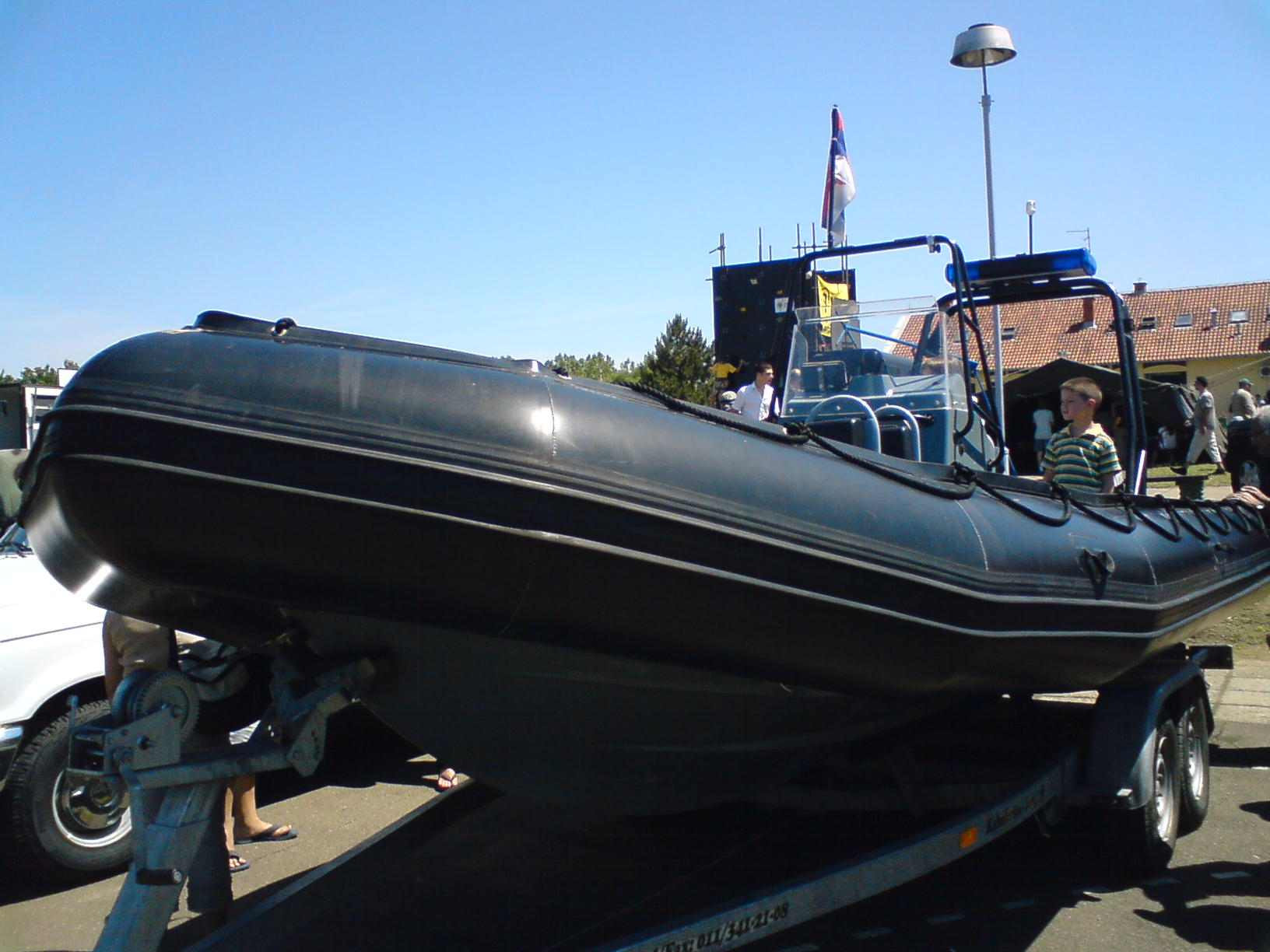
RIB-Patrouillenboot

Festrumpfschlauchboote werden weltweit von unzähligen Nutzern verwendet, zum Beispiel:
- Rettungsgesellschaften (DGzRS, DLRG, ASB-Wasserrettung, Wasserwacht u. a.)
- Umweltschutzorganisationen (Greenpeace, Sea Shepherd)
- Humanitäre Organisationen (Flüchtlingsrettung)
- Polizei, Feuerwehr, Technisches Hilfswerk
- Seestreitkräfte vieler Länder
- wissenschaftliche Einrichtungen (AWI u. a.)
- private maritime Unternehmen (Betreiber von Ölbohrplattformen etc.)
- Berufstaucher und Tauchschulen
- Wassersportvereine (Begleitboote für Regatten)
- Segelschulen
- Fischer & Angler
- kommerzielle Anbieter von Expeditionen (Whale-Watching, Inseltouren etc.)
- private Nutzer

## Kritik
Festrumpfschlauchboote stehen trotz ihrer Beliebtheit im Wassersport nicht ohne Kritik da. Umweltaktivisten bemängeln insbesondere den hohen Plastikverbrauch bei der Herstellung dieser Boote sowie ihre geringe biologische Abbaubarkeit, was zu Umweltverschmutzung und Schäden in marinen Ökosystemen führt. Zudem wird oft die Kapitalismuskritik hervorgebracht, da der Sport mit Festrumpfschlauchbooten häufig als elitär angesehen wird, was den Zugang zu diesem Erlebnis aufgrund finanzieller Barrieren beschränkt. Ein weiterer kritischer Punkt betrifft die militärische Nutzung solcher Boote, die nicht selten zu Konflikten und Missbrauch führt. Kritiker argumentieren auch, dass die Verbreitung von Festrumpfschlauchbooten die Entwicklung und Nutzung nachhaltigerer Alternativen wie beispielsweise umweltfreundlichere Bootstypen oder alternative Freizeitaktivitäten verdrängt.